# Cosmorrhyncha obuduana
Cosmorrhyncha obuduana – gatunek motyli z rodziny trociniarkowatych i podrodziny Olethreutinae.
Gatunek ten opisany został po raz pierwszy w 2012 roku przez Józefa Razowskiego i Janusza Wojtusiaka na łamach „Acta Zoologica Cracoviensia”. Jako lokalizację typową wskazano Obudu Plateau w nigeryjskim stanie Cross River.
Motyl osiągający około 19 mm rozpiętości skrzydeł. Głowa jest beżowokremowa z kremowo-brązowawymi głaszczkami wargowymi. Tułów ma kolor brązowokremowy z brązowawymi znakami. Skrzydło przednie jest lekko ku szczytowi rozszerzone, na wierzchołku szeroko zaokrąglone, o prostym w części środkowej brzegu zewnętrznym. Ubarwienie ma białokremowe z ciemnobrązowymi nakrapianiem i przyciemnieniami oraz brązowym wzorem obejmującym szczątkową łatkę nasadową, rozbitą na dwie plamy przepaskę środkową, łatkę w kącie tylnym oraz przepaskę subterminalną. Skrzydło tylne jest brązowawe. Strzępiny są jaśniejsze. Genitalia samca mają unkus o szerokiej podstawie i rozszerzonej, wklęśniętej wierzchołkowo i zaopatrzonej w kolce części szczytowej, silnie rozszerzoną tylną część tegumenu, rozszerzony wierzchołkowo wyrostek towarzyszący, długą walwę o zanikłej szyjce, długi kukulus z dwoma małymi kolcami na krawędzi doogonowej oraz trzema silnymi kolcami na płacie brzusznym oraz mały edeagus z trzema cierniami umieszczonymi zaśrodkowo po grzbietowej stronie.
Gatunek afrotropikalny, znany tylko z Nigerii.